# Pseudoatta argentina
Pseudoatta argentina là một loài côn trùng thuộc họ Formicidae. Đây là loài đặc hữu của Argentina.